# Cataldino Boncompagni
Cataldino Boncompagni (1370 – 1435) è stato un giurista italiano.
Fu autore del trattato De syndicatu.